# La venganza de Analía
 (septembre 2021).
Si vous disposez d'ouvrages ou d'articles de référence ou si vous connaissez des sites web de qualité traitant du thème abordé ici, merci de compléter l'article en donnant les références utiles à sa vérifiabilité et en les liant à la section « Notes et références ».
La venganza de Analía (La Revanche d'Ana) est une série télévisée dramatique politique colombienne produite par CMO Producciones pour Caracol Televisión diffusée entre le 15 avril 2020 et le 3 juillet 2020 sur Caracol Televisión.
Elle est diffusée en France d'Outre-Mer sur le réseau La Première depuis le 20 septembre 2021.

## Synopsis
La série est consacrée à Analía, une belle femme qui décide de se venger de l'assassin de sa mère, Guillermo León Mejía, qui est candidat à la présidence. Elle voyage à l'étranger et se prépare à devenir la conseillère politique la plus importante du pays. Lorsqu'elle se sent prête, elle revient et devient le bras droit et le stratège de Mejía.
Son plan consiste à gagner sa confiance, à le placer en tête des sondages, pour ensuite le détruire en faisant la lumière sur son passé, sa corruption et ses actions illégales. Son objectif est qu'il perde la présidence et même sa liberté.
Dans son cheminement vers la vengeance, Analía doit faire face à de nombreuses vérités qui mettront sa décision à l'épreuve. Parmi celles-ci, la possibilité qu'en détruisant l'homme qu'elle déteste, elle devra peut-être aussi détruire le seul homme qu'elle ait jamais aimé, Pablo de la Torre.

## Distribution

### Rôles principaux et secondaires
- Carolina Gómez[1] :  Analía Guerrero / Ana Lucía Junca / Ana Lucía Mejía Junca : stratège politique qui a quitté la Colombie alors qu'elle était enfant et revient pour se venger du candidat présidentiel Guillermo León Mejía.
- Marlon Moreno : Guillermo León Mejía. Candidat à la présidence, il a une conduite irréprochable devant les médias, mais est capable de commettre des crimes pour atteindre ses objectifs. Dans le passé, il a assassiné la mère d'Analía.
- George Slebi : Pablo de la Torre. Adversaire politique de Guillermo León Mejía, un homme de principes et de morale, mais de caractère ferme et noble. Il est amoureux d'Analía depuis qu'ils sont enfants.
- Geraldine Zivic : Rosario Castiblanco de Mejía
- María Cecilia Botero : Eugenia Castiblanco de De la Torre
- Andrea Gómez : Dora Serna « Dorita »
- Juliana Galvis : Carolina Valencia
- Kristina Lilley : Andrea Correa / Susana Guerrero
- Edwin Maya : Juan Mario Mejía Castiblanco
- Viviana Santos : Sofia Mejía Castiblanco
- Ana Wills : Alejandra Mejía Castiblanco
- Alejandro Gutiérrez : Santiago Castiblanco
- Michelle Manterola : Isabella Aponte
- Juan Alfonso Baptista : Mark Salinas
- Santiago Felipe Gómez : Benji
- Carolina Cuervo : Liliana Camargo
- Matías Maldonado : Andrei Robiras « Toto »
- Mauricio Figueroa : Manuel José de la Torre
- Juan Manuel Oróstegui : Jairo « l'ingénieur »
- John Ceballos : Edgar Aponte
- Ricardo Mejía : David de la Torre
- Ana Maria Sánchez : Fabiola Contreras
- Orlando Valenzuela : Ramiro Pérez
- Julieta Villar : Helena de la Torre Valencia
- Manuel Sarmiento : Salvador Suárez
- Gerardo Calero : Mariano
- Jimena Durán : Magda Meneses
- María Elvira Arango : Sacha

### Apparitions spéciales
- Brian Moreno : Guillermo León Mejía « Memo » (jeune)
- Rebeca Milanés : Darelis Junca
- María Fernanda Duque : Ana Lucia Junca « Rana » (fille)
- Jacobo Díez : Pablo de la Torre (enfant)
- Gerónimo Barón : David de la Torre (enfant)
- Carlos Camacho : Manuel José de la Torre (jeune)
- Adelaida Buscató : Eugenia de la Torre (jeune)
- Mariana Fernández : Rosario Castiblanco (jeune)
- Marisol Correa : Andrea Correa (jeune)
- Juan David González : Santiago Castiblanco (jeune)
- Ariana Ovalle : Dora Serna « Dorita » (fille)
- Jeshua Rico : Andrei Robiras « Toto » (enfant)
- Alejandra Villamizar : Fabiola Contreras (jeune)
- Diego Mateus : Lieutenant Agustín Bahamón
- Alex Quiroga : Carrasco
- Felipe Estupiñán : Laso
- Diego Sarmiento : Ramiro Cuéllar
- Julián Mora : « Tarentule »
- Obeida Benavides : Doña Nidia
- Lily Colombia : Gisella Castiblanco
- Edgar Rodriguez
- Vladimir Bernal